# Südtiroler Familiennamen
Südtiroler Familiennamen haben weitgehend dieselben Eigenschaften im Vergleich hinsichtlich Verbreitung und Herkunft wie im Bundesland Tirol, weisen aber neben den üblichen regionalen auch spezifische Unterschiede im Vergleich zu Namen in anderen deutschen Sprachräumen auf. Laut einer Untersuchung des Landesamtes für Statistik gab es 2010 in Südtirol etwa 46000 verschiedene Familiennamen (2004 waren es 37000).

## Die häufigsten Familiennamen
Die häufigsten Familiennamen in Südtirol sind:
1. Mair 4438
2. Hofer 4075
3. Pichler 3507
4. Kofler 3376
5. Gruber 2901
6. Pircher 2483
7. Gasser 2315
8. Egger 1944
9. Thaler 1904
10. Gamper 1891

Im Unterschied zur Bundesrepublik Deutschland, aber gleich wie in Österreich und Bayern sind diese zehn Ränge nicht durchwegs von Berufsnamen besetzt, also von Namen, die sich aus einem Beruf ableiten, sondern – mit Ausnahme von Mair und Pircher – von Wohnstättennamen (Hofer kann auch als Berufsname gedeutet werden). Die ersten neun Namen haben alle eine bairische Wurzel. Gamper geht auf lateinisch campus (‚Feld‘) zurück und kann sowohl ladinischen Ursprungs sein, als auch dem Tiroler Dialekt (südmittelbairisch-westliche Spielart bis südbairisch) entstammen.
In den ladinischsprachigen Tälern ist der Name Senoner am meisten verbreitet, rangiert landesweit aber nur auf Rang 34. Es gibt einige Nachnamen, die man auf Grund ihrer Endung als deutsch einstufen würde. Dem Namen Moroder z. B. dürfte aber das ladinische Wort mureda (‚altes Haus, Mauerwerk‘, also dt. Entsprechung ‚Steinhauser‘) zugrunde liegen. Ebenso gibt es eine Reihe von Namen, die ab dem 18. Jahrhundert unter Zwang eingedeutscht wurden und auf einen ursprünglich ladinischen Namen beruhen bzw. von einem solchen übersetzt wurden. Dazu gehören z. B. die Namen Pichler (ursprünglich Col), Gasser (ursprünglich Plazer), Thaler (ursprünglich Val) und Senoner (ursprünglich Zanon).
Der häufigste italienische Familienname Südtirols Rossi befindet sich auf Rang 38, die Anzahl der italienischen Familiennamen ist aber sehr hoch, da ihre Träger bzw. deren Ahnen aus den verschiedensten Teilen Italiens stammen. Die italienischen Familiennamen haben erst in der Zeit des Faschismus als Folge der Immigration von Italienern stark zugenommen. In jener Zeit kam es auch zur unfreiwilligen Italianisierung von deutschen Familiennamen, was später in der Regel wieder rückgängig gemacht wurde.
Unter den 40.000 genannten Nachnamen sind jene von meldeamtlich erfassten Immigranten aus Nicht-EU -Ländern und aus Osteuropa zahlenmäßig relevant.
In den italienischen Nachbargebieten Südtirols findet man der italienischen Schreibweise angepasste deutsche, oft auch italianisierte, Familiennamen; z. B. Eccher für Egger, Toller für Taler, Poier für Bauer, Tomasi für Thomaser, Mittempergher für Mitterberger, Anegi für Anegg, Pocher für Bacher, Folgheraiter für Folgereiter usw. Ihre Träger sprechen in einigen Fällen Italienisch als Muttersprache. Teilweise entstammen sie aus den (fast) erloschenen deutschen Sprachinseln außerhalb Südtirols oder sind Nachkommen von österreichischen Beamten im ehemaligen Welschtirol.

## Hofnamen
Besondere Bedeutung kommt in Tirol den Hofnamen zu. Die oft weit verstreut liegenden Bauernhöfe haben heute noch Namen, die sich in manchen Fällen bis ins 12. Jahrhundert zurückverfolgen lassen. In der ersten Hälfte des 2. Jahrtausends hatten die Hofbewohner als Beinamen den Hofnamen, der dann zum offiziellen Familiennamen wurde; dieser Prozess dauerte bis in das 17. Jahrhundert hinein. Schon vor dem 16. Jahrhundert galten in Tirol verschiedene Erbrechte, was eine unterschiedliche Stabilität der Hofnamen in den einzelnen Landesteilen zur Folge hatte.
Nicht immer wurde der Hofname zum Familiennamen, sodass mancherorts noch an der Wende zum 3. Jahrtausend Bauern neben ihrem Familiennamen einen Hofnamen tragen, allerdings nicht für amtliche Zwecke; er kann aber innerhalb der Dorfgemeinschaft Vorrang gegenüber dem Familiennamen haben. 
Der Hof selbst kann nach der Wohnstatt benannt sein (Talhof), nach einem Vornamen (Lanzingerhof, nach Lanzo), nach den Eigenschaften einer Person (Senfter, der Sanfte), nach einem amtlichen Status oder Beruf.